# دانيال ثيس
دانيال ثيس (بالألمانية: Daniel Theis)‏ مواليد 4 أبريل 1992، هو لاعب كرة سلة ألماني ويحمل الرقم 10. يبلغ طوله 6 قدم 8 بوصة (2.0 م).

## فرق لعب لها
- راتيوفارم أولم

## روابط خارجية
- دانيال ثيس على موقع الاتحاد الدولي لكرة السلة (الإنجليزية)
- دانيال ثيس على موقع إن بي أي (الإنجليزية)
- دانيال ثيس على موقع سبورتس رفرنس (الإنجليزية)
- دانيال ثيس على موقع كرة السلة الأوروبية.كوم (الإنجليزية)
- دانيال ثيس على موقع إي إس بي إن.كوم (الإنجليزية)
- دانيال ثيس على موقع ريلجم (الإنجليزية)
- دانيال ثيس على موقع بروبوليرز (الإنجليزية)
- دانيال ثيس على موقع سبورتس رفرنس (الإنجليزية)